# Kotxetok
Kotxetok (en ucraïnès i en rus Кочеток) és una vila de la província de Khàrkiv, Ucraïna. El 2021 tenia 2.968 habitants.